# Berengario Raimondo I di Barcellona
Berengario Raimondo, detto lo Storpio (el Corbat), Bérenger Raimond in francese, Berenguer Ramon in catalano, Berenguer Remón in aragonese e Berenguer Raimundo in portoghese e in galiziano. Berengarius Raimundus in latino (1005 circa – Barcellona, 26 maggio 1035), fu conte di Barcellona, Gerona e Osona (1017-1035).
Il soprannome lo Storpio (El Corbat) non si trova in nessuna fonte primaria, è riferito solo nella Cronaca Piniatense, scritta circa trecento cinquanta anni dopo al periodo in cui, Berengario Raimondo I di Barcellona è vissuto, per cui non si ha certezza della sua deformità.

## Origine
Come ci conferma la Crónica de San Juan de la Peña, era il figlio maschio primogenito del conte di Barcellona, Gerona e Osona Borrell II e della moglie, Ermesinda di Carcassonne, che secondo il documento XIV della España sagrada. Tomo XXIX. Appendice era la figlia ultimogenita del conte di Carcassonne, Ruggero I di Comminges il Vecchio (930/940-dopo l'aprile 1011) e di Adelaide di Gevaudan, identificata con Adelaide di Melgueil (953-circa 1011) figlia di Bernardo Conte di Melgueil e della moglie Sénégonde di Rouergue o Adelaide di Rouergue (949-dopo il 1011), figlia di Baldovino di Pons e di una contessa di Rouergue.
Raimondo Borrell di Barcellona, come ci conferma l'Ex Gestis Comitum Barcinonensium, era il figlio maschio primogenito del conte di Barcellona, Gerona, Osona e Urgell Borrell II e di Letgarda di Tolosa (circa 950- circa 985), figlia del conte di Nîmes, d'Albì e di Tolosa e duca di Settimania, Raimondo III († 978) e Guindinilde, di cui non si conoscono gli ascendenti.

## Biografia
Secondo la Cronaca Piniatense, Berengario Raimondo nacque prima del 1000, infatti quando morì aveva circa quarant'anni; ma ciò non è possibile, in quanto alla morte del padre, nel 1017, gli successe sotto la reggenza della madre sino al 1020.
Nel 1016, secondo lo storico medievalista spagnolo Justo Pérez de Urbel, fu combinato il fidanzamento tra Berengario Raimondo e la contessina di Castiglia Sancha.
Suo padre, Raimondo Borrell, morì, nel 1017, sia secondo gli Annales Barcinonenses, che secondo il Chronicon alterum Rivipullense, Apendice al Viage Literario a las Iglesias de Espana, Tome V, il giorno 25 febbraio, secondo l'Appendice della España sagrada, Tomo XLIII, che però l'attribuisce all'anno prima (1016) e Berengario Raimondo gli successe nei titoli di conte di Barcellona, Gerona e Osona, sotto la reggenza della madre, Ermesinda.
Berengario Raimondo, assieme alla madre, Ermesinda, fece due donazioni in suffragio dell'anima del padre; una, secondo il documento nº 6 della Colleció diplomàtica de Sant Daniel de Girona (924-1300), datato 1018, la seconda, secondo il documento XIV della España sagrada. Tomo XXIX. Appendice redatto il 2 settembre 1019 era la figlia ultimogenita del conte di Carcassonne, Ruggero I di Comm.
Nel 1021, sempre secondo Fray Justo Pérez de Urbel y Santiago, fu celebrato a Saragozza il matrimonio tra Berengario Raimondo e Sancha Sánchez di Castiglia (1006 – 1026), figlia del conte di Castiglia Sancho Garcés e della moglie Urraca Gomez. Lo storico catalano Pròsper de Bofarull i Mascaró sostiene che, prima di sposare Sancha Sánchez di Castiglia, Berengario Raimondo, verso il 1018, avesse sposato Sancha di Guascogna, presunta figlia del duca di Guascogna, Sancho VI, ma nessun documento primario lo prova.
Anche dopo avere raggiunto la maggiore età Berengario Raimondo continuò a governare sotto tutela della madre almeno fino al 1023 o 1024, e anche successivamente la madre rimase la sua principale guida e consigliera, anche se non condivideva la propensione per la guerra di conquista sostenuta dalla madre (Ermesinda, durante la minor età di Berengario Raimondo, aveva, con l'aiuto di mercenari Normanni fatto la guerra all'emiro di Deina, imponendogli di pagare un tributo) e da molti suoi vassalli.
Fu senza dubbio un uomo di pace che cercò l'armonia con tutti i suoi vicini: da giovane accettò la sovranità del re di Navarra Sancho III Garcés il Grande, ottenne la sottomissione del conte di Urgell, Ermengol, ristabilì la concordia con il conte di Empúries Ugo I, e allacciò eccellenti relazioni con i conti di Besalú, Guglielmo I e di Cerdagna, Goffredo II. Intraprese diversi viaggi a Saragozza e in Navarra, per coordinarsi meglio con il suo protettore, Sancho III Garcés il Grande. Tenne buoni rapporti anche con il conte di Tolosa Alfonso Giordano.
In quel periodo Berengario Raimondo concesse il privilegio di Cardona; inoltre un suo decreto del 1025 liberava i proprietari di terre di qualsiasi vincolo giurisdizionale ad eccezione del pagamento delle imposte.
Rimasto vedovo nel 1026, secondo le Europäische Stammtafeln, vol II, cap. 69 (non consultate), l'anno dopo, si sposò, per la seconda (o terza) volta, con la figlia del Signore di Lluça e Villanova, Sunifredo II e di sua moglie, Ermesinda di Balsareny, Guilla (o Guisla) de Lluça,. I due coniugi, nel 1028 fecero una donazione alla cattedrale di Barcellona, come attestato dal Cartulario Sanctæ Eulaliæ Barcinonensis.
Infine ebbe buone relazioni con i Papi Benedetto VIII (1012-1024), Giovanni XIX (1024-1032) e Benedetto IX (1033-1048).
Il suo principale consigliere, oltre alla madre, fu il vescovo ed abate Oliva, vescovo di Elnee Vic, con il cui aiuto, riuscì a mantenere buoni rapporti con la nobiltà, stipulando la Tregua di Dio, per due volte, nel 1027 e nel 1033; infatti, durante il suo regno, il potere centrale esercitato dal conte si era ridotto di fronte alle richieste dei feudatari, che vedevano nella guerra il modo migliore di conquistarsi gloria e ricchezze, per cui, in contrasto con la sua politica di pace di Berengario Raimondo nei confronti dei Mori, i suoi vassalli avevano compiuto azioni militari isolate, al di fuori del controllo del conte. Inutilmente la madre (che se non fosse stata donna, con il suo carattere energico, avrebbe guidato lei, in prima persona, le spedizioni militari e le razzie in al-Andalus) gli aveva suggerito di assecondare le richieste della nobiltà.
Poco prima di morire, nel febbraio 1035, Berengario Raimondo I redasse un testamento in cui ricordò tre figli maschi, la moglie e la madre e, con il quale, divise il suo dominio in tre parti:
- a Raimondo Berengario andarono le contee di Barcellona e di Gerona fino al fiume Llobregat;
- a Sancho, detto Sancho d'Olèrdola una parte delle contee di Barcellona e di Gerona tra il fiume Llobregat e il confine con al-Andalus, denominata contea di Penedès, con capitale la cittadina di Olèrdola;
- a Guglielmo, unitamente alla moglie, Guisla, la contea di Osona, che passò poi al figlio maggiore Raimondo Berengario, nel 1054, dopo che Guisla si era risposata e aveva dovuto rinunciare alla contea a favore del figlio Guglielmo, il quale a sua volta poi rinunciò a favore del fratellastro.

Berengario Raimondo I morì nel mese di maggio del 1035, come ci confermano gli Annales Barcinonenses e secondo la Crónica de San Juan de la Peña, fu inumato nel Monastero di Santa Maria di Ripoll. Guisla de Lluça, rimasta vedova, nel 1054, sposò, in seconde nozze, il visconte di Barcellona, Udalardo II, come ci viene confermato da un documento del figlio Guglielmo, come ci riferisce Pròsper de Bofarull i Mascaró.

## Discendenza
Berengario Raimondo I e Sancha ebbero due figli:
- Raimondo Berengario[25](1023-1076) conte di Barcellona e di Gerona fino al fiume Llobregat;
- Sancho detto Sancho d'Olèrdola[26] (circa 1025-dopo il 6 marzo 1058) conte di Penedès, con capitale la cittadina di Olèrdola, dal 1035 al 1049; rinunciato alla contea, nel 1050, si fece monaco a Saint-Pons-de-Thomières, nel Conflent, venne nominato nel testamento della nonna Ermesinda, del 6 marzo 1058[15].

Berengario Raimondo I e Guisla ebbero tre figli:
- Guglielmo Berengario[26] (circa 1029-dopo il 6 marzo 1058), conte di Osona, assieme alla madre Gisela; quando la madre si risposò, Guglielmo rinunciò alla contea. Venne nominato nel testamento della nonna Ermesinda, del 6 marzo 1058[15]
- Bernardo Berengario di Barcellona (circa 1035-dopo il 6 marzo 1058), che non fu nominato nel testamento del padre, o perché nato dopo il testamento o addirittura nato postumo; venne invece nominato nel testamento della nonna Ermesinda, del 6 marzo 1058[15]
- Sibilla di Barcellona (circa 1035-dopo il 6 luglio 1074), che, nel 1056, sposò Enrico di Borgogna (1035 - circa 1074), figlio del duca di Borgogna Roberto I; uno dei loro figli fu Enrico (1066-1112) che divenne un vassallo del re di Castiglia, Alfonso VI e signore feudale della contea del Portogallo sposando, nel 1093, la figlia illegittima di Alfonso VI, Teresa di León. Il figlio di Enrico e Teresa fu Alfonso Henriques, primo re di Portogallo.

## Ascendenza
|                                     |                      |                        | Genitori                    |  |  | Nonni |  |  | Bisnonni               |  |  | Trisnonni           |  |
|                                     |                      |                        |                             |  |  |       |  |  | Sunyer I di Barcellona |  |  | Goffredo il Villoso |  |
|                                     |                      |                        |                             |  |  |       |  |  | Sunyer I di Barcellona |  |  | Goffredo il Villoso |  |
|                                     |                      | Guinidilda d'Empúries  |                             |  |  |       |  |  | Sunyer I di Barcellona |  |  |                     |  |
| Borrell II di Barcellona            |                      |                        |                             |  |  |       |  |  | Sunyer I di Barcellona |  |  |                     |  |
|                                     |                      | Riquilda di Rouergue   | Ermengardo I di Rouergue    |  |  |       |  |  |                        |  |  |                     |  |
|                                     |                      | Riquilda di Rouergue   | Ermengardo I di Rouergue    |  |  |       |  |  |                        |  |  |                     |  |
|                                     |                      | Riquilda di Rouergue   | Adelaide                    |  |  |       |  |  |                        |  |  |                     |  |
| Raimondo Borrell di Barcellona      |                      | Riquilda di Rouergue   |                             |  |  |       |  |  |                        |  |  |                     |  |
|                                     |                      | Raimondo III di Tolosa | Raimondo Ponzio I di Tolosa |  |  |       |  |  |                        |  |  |                     |  |
|                                     |                      | Raimondo III di Tolosa | Raimondo Ponzio I di Tolosa |  |  |       |  |  |                        |  |  |                     |  |
|                                     |                      | Raimondo III di Tolosa | Garsenda di Guascogna       |  |  |       |  |  |                        |  |  |                     |  |
| Letgarda di Tolosa                  |                      | Raimondo III di Tolosa |                             |  |  |       |  |  |                        |  |  |                     |  |
|                                     |                      | Guindinilde            | …                           |  |  |       |  |  |                        |  |  |                     |  |
|                                     |                      | Guindinilde            | …                           |  |  |       |  |  |                        |  |  |                     |  |
|                                     |                      | Guindinilde            | …                           |  |  |       |  |  |                        |  |  |                     |  |
| Berengario Raimondo I di Barcellona |                      | Guindinilde            |                             |  |  |       |  |  |                        |  |  |                     |  |
|                                     | Arnaldo di Comminges | …                      |                             |  |  |       |  |  |                        |  |  |                     |  |
|                                     | Arnaldo di Comminges | …                      |                             |  |  |       |  |  |                        |  |  |                     |  |
|                                     | Arnaldo di Comminges | …                      |                             |  |  |       |  |  |                        |  |  |                     |  |
| Ruggero I di Comminges              | Arnaldo di Comminges |                        |                             |  |  |       |  |  |                        |  |  |                     |  |
|                                     |                      | Arsinda di Carcassonne | …                           |  |  |       |  |  |                        |  |  |                     |  |
|                                     |                      | Arsinda di Carcassonne | …                           |  |  |       |  |  |                        |  |  |                     |  |
|                                     |                      | Arsinda di Carcassonne | …                           |  |  |       |  |  |                        |  |  |                     |  |
| Ermesinda di Carcassonne            |                      | Arsinda di Carcassonne |                             |  |  |       |  |  |                        |  |  |                     |  |
|                                     |                      | Bernardo di Melgueil   | …                           |  |  |       |  |  |                        |  |  |                     |  |
|                                     |                      | Bernardo di Melgueil   | …                           |  |  |       |  |  |                        |  |  |                     |  |
|                                     |                      | Bernardo di Melgueil   | …                           |  |  |       |  |  |                        |  |  |                     |  |
| Adelaide di Gévaudan                |                      | Bernardo di Melgueil   |                             |  |  |       |  |  |                        |  |  |                     |  |
|                                     |                      | Sénégonde di Rouergue  | …                           |  |  |       |  |  |                        |  |  |                     |  |
|                                     |                      | Sénégonde di Rouergue  | …                           |  |  |       |  |  |                        |  |  |                     |  |
|                                     |                      | Sénégonde di Rouergue  | …                           |  |  |       |  |  |                        |  |  |                     |  |
|                                     |                      | Sénégonde di Rouergue  |                             |  |  |       |  |  |                        |  |  |                     |  |

### Fonti primarie
- (LA)  Rerum Gallicarum et Francicarum Scriptores, Tomus IX.
- (LA)  Viage Literario a las Iglesias de Espana, Tome V.
- (LA)  Monumenta Germaniae Historica, Scriptores, Tomus XXIII.
- (LA)  España Sagrada, Tome XLIII.
- (LA)  España Sagrada, Tome XXIX.
- (LA)  Rerum Gallicarum et Francicarum Scriptores, Tomus XI.

### Letteratura storiografica
- Rafael Altamira, Il califfato occidentale, in «Storia del mondo medievale», vol. II, 1999, pp. 477–515.
- René Poupardin, I regni carolingi (840-918), in «Storia del mondo medievale», vol. II, 1999, pp. 583–635.
- Louis Alphen, Francia: gli ultimi Carolingi e l'ascesa di Ugo Capeto (888-987), in <<Storia del mondo medievale>>, vol. II, 1999, pp. 636–661
- (EN) The Development of Southern French and Catalan Society, 718-1050, su libro.uca.edu.
- (CA)  Crónica de San Juan de la Peña.